# Ehren Kruger
Ehren Kruger (Virgínia, 5 de outubro de 1972) é um roteirista e produtor de cinema norte-americano. Ele é mais conhecido por ter escrito três dos cinco filmes da série original "Transformers": "A Vingança dos Derrotados", "O Lado Oculto da Lua" e "A Era da Extinção". Além disso, Kruger também é responsável pela versão americana de "O Chamado" e sua sequência, "O Chamado 2", bem como pela adaptação americana de "Ghost in the Shell".
Por seu trabalho em "Top Gun: Maverick", Kruger foi indicado ao Oscar de Melhor Roteiro Adaptado.

## Filmografia
- Poltergeist (Poltergeist - O Início) (2012)
- The Ring 3D (O Chamado - Recomeço) (2011)
- Transformers: Dark of the Moon  (Transformers - O Lado Escuro da Lua) (2011)
- Rio, Eu Te Amo (2010)
- The Uninvited (O Mistério das Duas Irmãs) (2009)
- Transformers: Revenge of the Fallen (Transformers - A Vingança dos Derrotados) (2009)
- Blood and Chocolate (Sangue e Chocolate) (2007)
- The Brothers Grimm (Os Irmãos Grimm) (2005)
- The Skeleton Key (A Chave Mestra) (2005)
- The Ring Two (O Chamado 2) (2005)
- The Grudge (O Grito) (2004)
- The Ring (O Chamado) (2002)
- Impostor (2002)
- Reindeer Games (Jogo Duro) (2000)
- Scream 3 (Pânico 3) (2000)
- New World Disorder (1999)
- Arlington Road (O Suspeito da Rua Arlington) (1999)